# La Gallega (Burgos)
La Gallega ist ein Ort und eine Gemeinde (municipio) mit 39 Einwohnern (Stand: 2024) im Zentrum der Provinz Burgos in der Autonomen Gemeinschaft Kastilien und León. La Gallega liegt in der Comarca und der Weinbauregion Sierra de la Demanda.

## Lage und Klima
Die Gemeinde La Gallega liegt etwa 50 Kilometer südsüdöstlich der Provinzhauptstadt Burgos am Río Lobos in einer Höhe von ca. 1112 m. Das Klima ist gemäßigt bis warm; Regen (ca. 874 mm/Jahr) fällt übers Jahr verteilt.

## Sehenswürdigkeiten
- Kirche Mariä Himmelfahrt (Iglesia de la Asunción de Nuestra Señora)

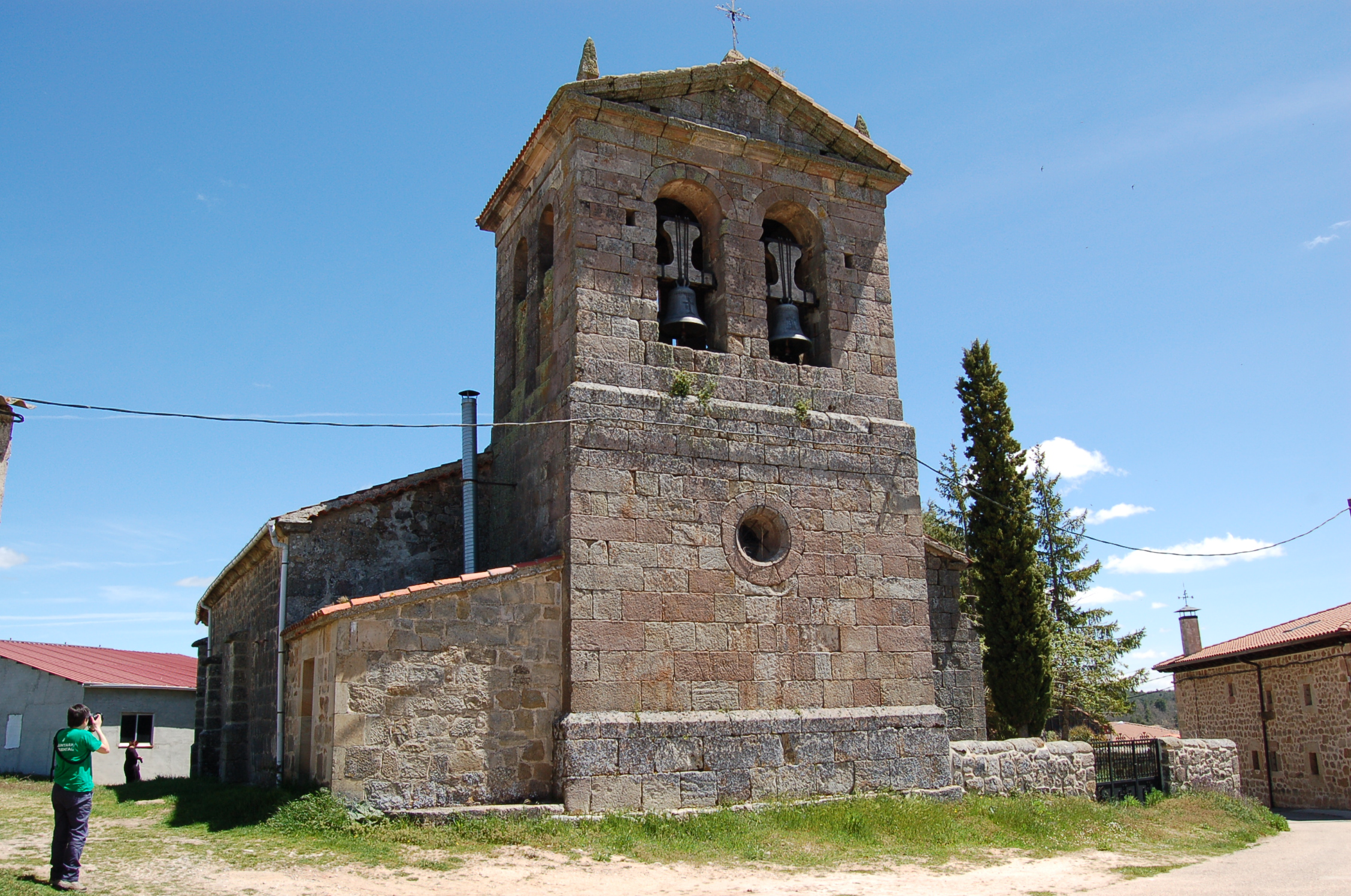
Kirche Mariä Himmelfahrt